# Feners (Enveig)
Feners és un vilatge de la comuna d'Enveig, de l'(Alta Cerdanya), a la Catalunya del Nord.
És situat a 1.487,5 m d'altitud, a prop a l'oest del vilatge de Brangolí, al nord del terç meridional del terme d'Enveig. És a la dreta del Riu de Brangolí, als peus del turonet de la partida dels Prats. Juntament amb Bena i Brangolí formava la Muntanya d'Enveig.
En el poble es conserven alguns dels noms populars de les cases, com Cal Cavaller i Cal Colomer.